# 安代泽诺
安代泽诺（意大利语：Andezeno），是意大利皮埃蒙特大区都灵省的一个市镇。人口2010(2010年12月31日)。Andezeno 与以下市镇相邻: Marentino Montaldo Torinese Chieri Arignano.